# Canarina
Die Gattung Canarina (deutsch etwa: Kanarenglockenblumen) gehört zur Familie der Glockenblumengewächse (Campanulaceae). Sie enthält drei Arten, die trotz ihres Namens nicht auf die Kanarischen Inseln beschränkt, sondern teils auch in Ostafrika verbreitet sind. Diese Verbreitung lässt vermuten, dass diese Gattung ein Relikt des warmtemperierten Tertiärs ist.

## Beschreibung

### Vegetative Merkmale
Die Canarina-Arten sind aufrecht, kriechend oder kletternd und teils epiphytisch wachsende ausdauernde krautige Pflanzen. Die Laubblätter sind stets ungeteilt und variieren von eiförmig über herzförmig bis pfeilförmig. Der Blattrand ist gezähnt. 

### Generative Merkmale
Die zwittrigen Blüten sind radiärsymmetrisch und sechszählig (dies ist eine Besonderheit innerhalb der Campanuloideae) mit doppelter Blütenhülle. Es sind sechs Kelchblätter vorhanden. Die sechs Kronblätter sind glockig verwachsen mit nur relativ kurzen Kronzipfeln. Die Krone ist gelb-orange bis rot-orange gefärbt und teils mit dunklen Nerven versehen. Es ist nur ein Kreis mit sechs Staubblättern vorhanden. Der Pollen besitzt drei, selten vier Poren („porat“), die teils langgezogen auslaufen („colporat“). 
Die Frucht ist eine für Glockenblumengewächse ungewöhnliche Beere.
Die Chromosomenzahl beträgt bei allen Arten 2n = 34, tetraploide Individuen kommen auch, aber selten vor.

## Ökologie
Canarina-Arten sind Geophyten. 

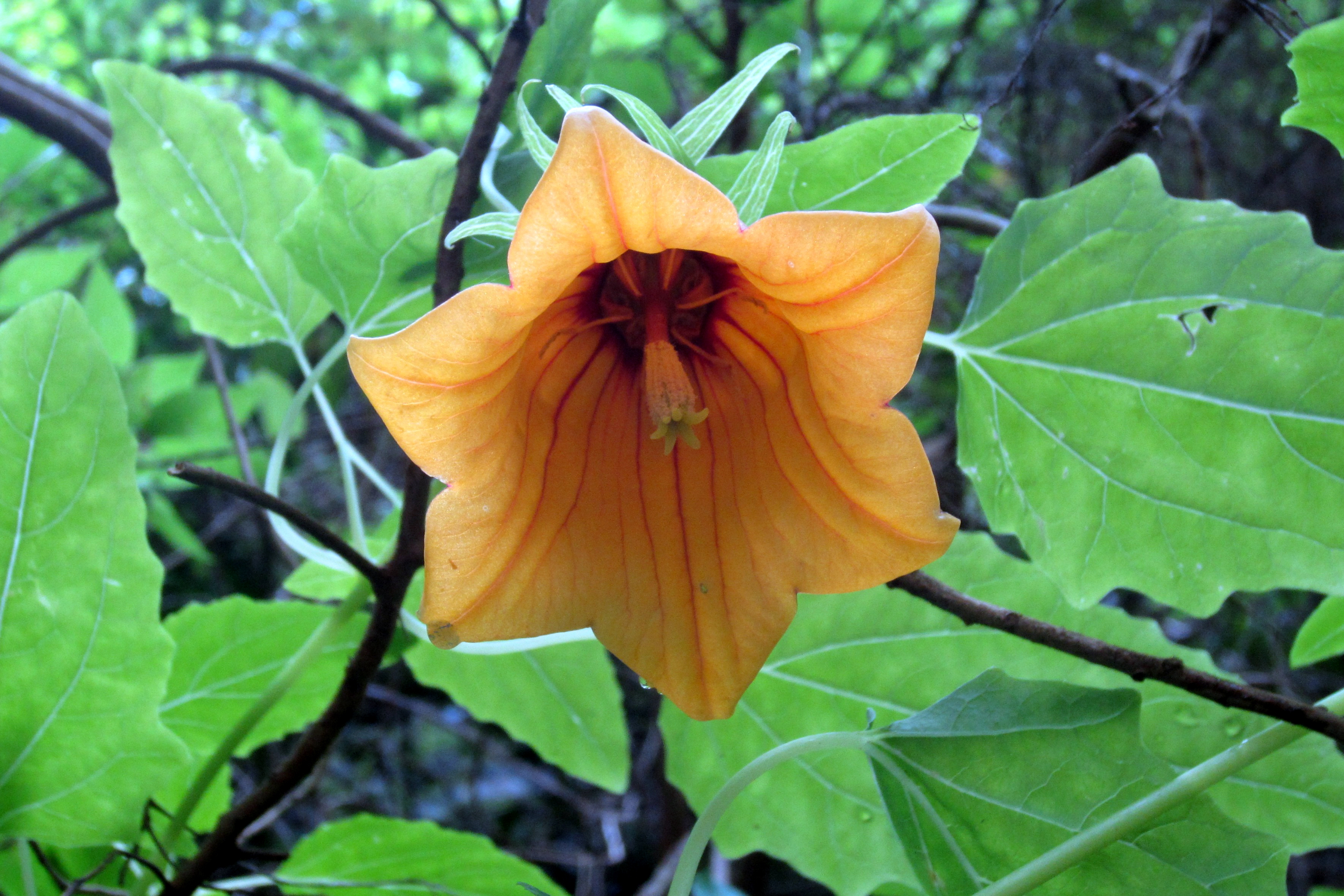
Blüte von Canarina canariensis

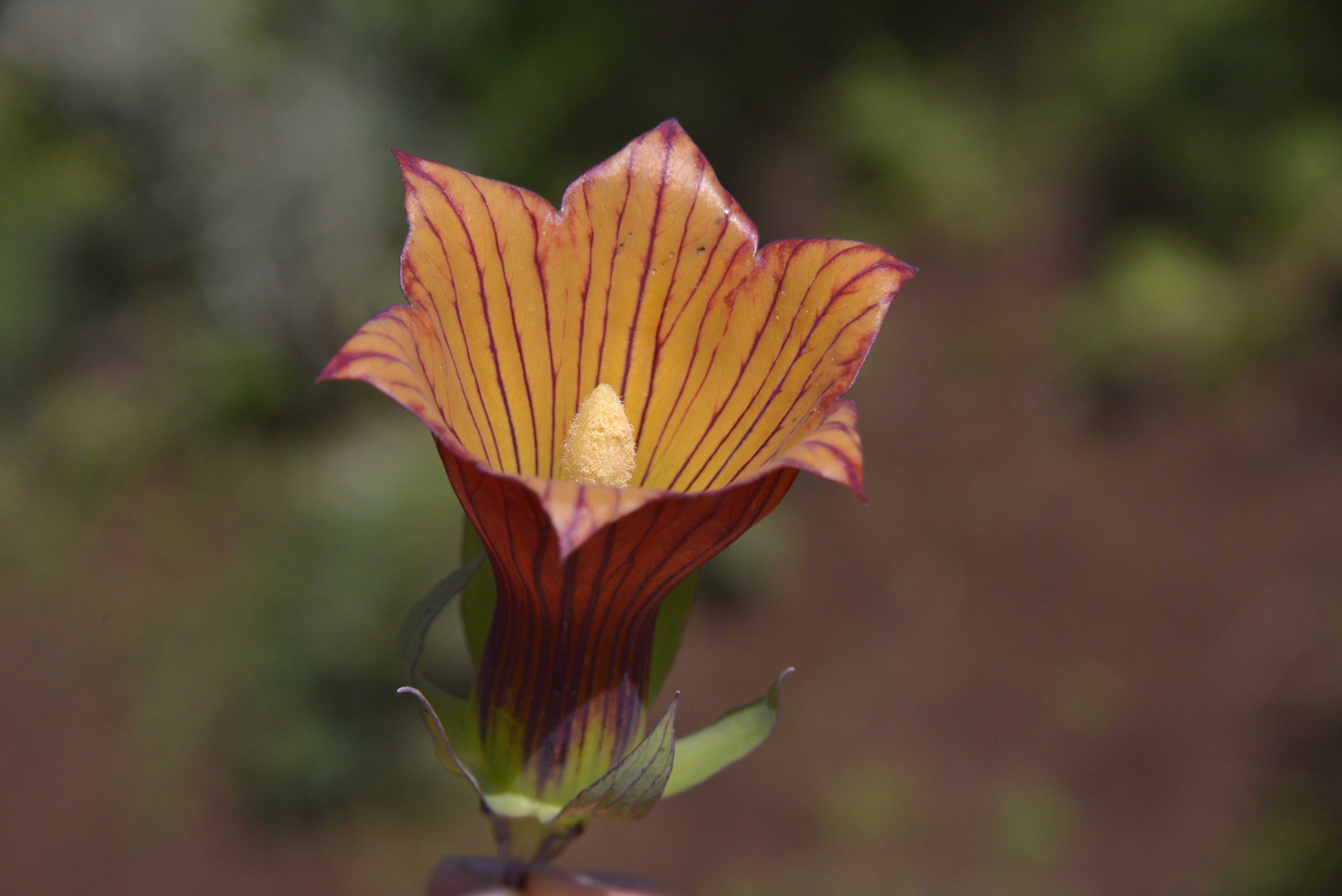
Blüte von Canarina eminii

Die kanarische Art Canarina canariensis wird durch Vögel bestäubt, wobei die Bestäubung auf den Kanarischen Inseln hauptsächlich durch eine dort lebende Unterart des Weidenlaubsängers (Phylloscopus collybita canariensis) erfolgt. Diese Vogelart hat das Saugen von Nektar aus Blüten zur Perfektion gebracht. Bei den afrikanischen Arten sind die Bestäuber unbekannt, jedoch vermutlich ebenfalls Vögel.

## Systematik

### Taxonomie
Die Gattung Canarina wurde 1771 durch Carl von Linné in Mantissa Plantarum, Band 2, S. 148 aufgestellt; dort werden die beiden Schreibweisen „Canaria“ und „Canarina“ verwendet. Typusart ist Canarina campanula L., die ein Synonym von Canarina canariensis ist. Synonyme für Canarina L. sind: Pernetya Scop., Mindium Adans.

### Äußere Systematik
Die Gattung Canarina gehört zu den Campanulaceae im engeren Sinne, also zur heutigen Unterfamilie Campanuloideae und wird dort in eine Verwandtschaftsgruppe mit den Gattungen Codonopsis, Cyananthus, Leptocodon und Platycodon gestellt.

### Arten und ihre Verbreitung
- Canarina abyssinica Engl. (Syn.: Canarina abyssinica var. umbrosa Engl.): Sie kommt in Afrika vom nördlichen Tansania bis Äthiopien vor.
- Canarina canariensis (L.) Vatke (Syn.: Canarina campanula L., Campanula hastifolia Salisb., Mindium canariense (L.) Raf., Canarina laevigata G.Don, Canarina canariensis var. angustifolia G.Kunkel): Sie kommt nur auf den Kanarische Inseln vor.
- Canarina eminii Asch. & Schweinf. (Syn.: Canarina elegantissima T.C.E.Fr., Canarina eminii var. elgonensis T.C.E.Fr.): Sie kommt in Afrika vom nördlichen Malawi bis Äthiopien vor.

- Die „Art“ Canarina zanguebar Lour. lässt sich laut Hedberg 1961 keinem Herbarbeleg zuordnen und kann somit nicht als existent gelten.
- Die „Art“ Canarina moluccana Roxb. gilt heute als Synonym von Cyclocodon lancifolius (Roxb.) Kurz.[4]